# Tatjana Łołowa
Tatjana Łołowa (bułg. Татяна Лолова, ur. 10 lutego 1934 w Sofii, zm. 22 marca 2021 tamże) – bułgarska aktorka teatralna i filmowa. Była najbardziej znana z ról komediowych, które grała przez ponad 40 lat kariery, dzięki czemu zyskała reputację jednej z najpopularniejszych bułgarskich aktorek.

## Życiorys
Łołowa urodziła się w stolicy Bułgarii. Jej matka była pochodzenia rosyjsko-ukraińskiego, a ojciec bułgarskiego i był księgowym. W 1955 roku ukończyła Narodową Akademię Sztuk Teatralnych i Filmowych im. Krystjo Sarafowa w klasie profesora Stefana Surchadżiewa. Po ukończeniu studiów dostała angaż w Teatrze Dramatycznym im. Sawa Ognjanowa w Ruse, gdzie pracowała do końca 1956 roku, kiedy dołączyła do zespołu nowo powstałego Teatru Satyrycznego im. Aleko Konstantinowa w Sofii. Grała w nim do 1976 roku. W latach 1977–1989 pracowała w  Teatrze Sofia, a w 1989 roku wróciła do Teatru Satyrycznego. Występowała także na scenie Teatru 199 m.in. w sztukach  Staromodna komedia Aleksieja Arbuzowa i Nie pamiętam niczego Arthura Millera. Stworzyła wiele ról komediowo-satyrycznych, w których prezentuje szeroką gamę możliwości od farsy i bufonady po groteskę i satyrę. Od 1987 roku była członkiem Związku Filmowców Bułgarskich.

## Filmografia
- 1961: Ostatnia runda, tyt. org. Poslednijat rund
- 1964: Newerojatna istorija
- 1968: Słuczajat Penlewe
- 1969: Ptici i chrytki
- 1971: Goya – oder Der arge Weg der Erkenntnis
- 1973: Babie lato, tyt. org. Siromaszko ljato
- 1974: Weczni wremena
- 1974: Bezdomny, tyt. org. Kyszti bez ogradi
- 1974: Poslednijat ergen
- 1976: Świerszcz w uchu, tyt. org. Szturec w uchoto
- 1977: Gwiazdy we wlosach, lzy w oczach, tyt. org. Zwezdi w kosite, syłzi w oczite
- 1978: Ciepło, tyt. org. Topło
- 1983: Bon szans, inspektore!
- 1984: Niebezpieczny urok, tyt. org. Opasen czar
- 1987: Trzynasta narzeczona księcia, tyt. org. 13-tata godenica na princa
- 1994: Przypadki Makarowa, tyt. org. Makarow
- 1994: Ljubowni syniszta
- 1997: Razgowor s ptici
- 1998: Po końcu świata, tyt. org. Sled kraja na sweta
- 2003: Podróż do Jerozolimy, tyt. org. Pytuwane kym Jerusalim
- 2007: Wesoły autobus, tyt. org. Letete s Rosinant
- 2010: Sbogom, mamo
- 2014: Bułgarska rapsodia, tyt. org. Byłgarska rapsodija
- 2016: Barter
- 2017: Lili Ribkata